# Agostino Barelli

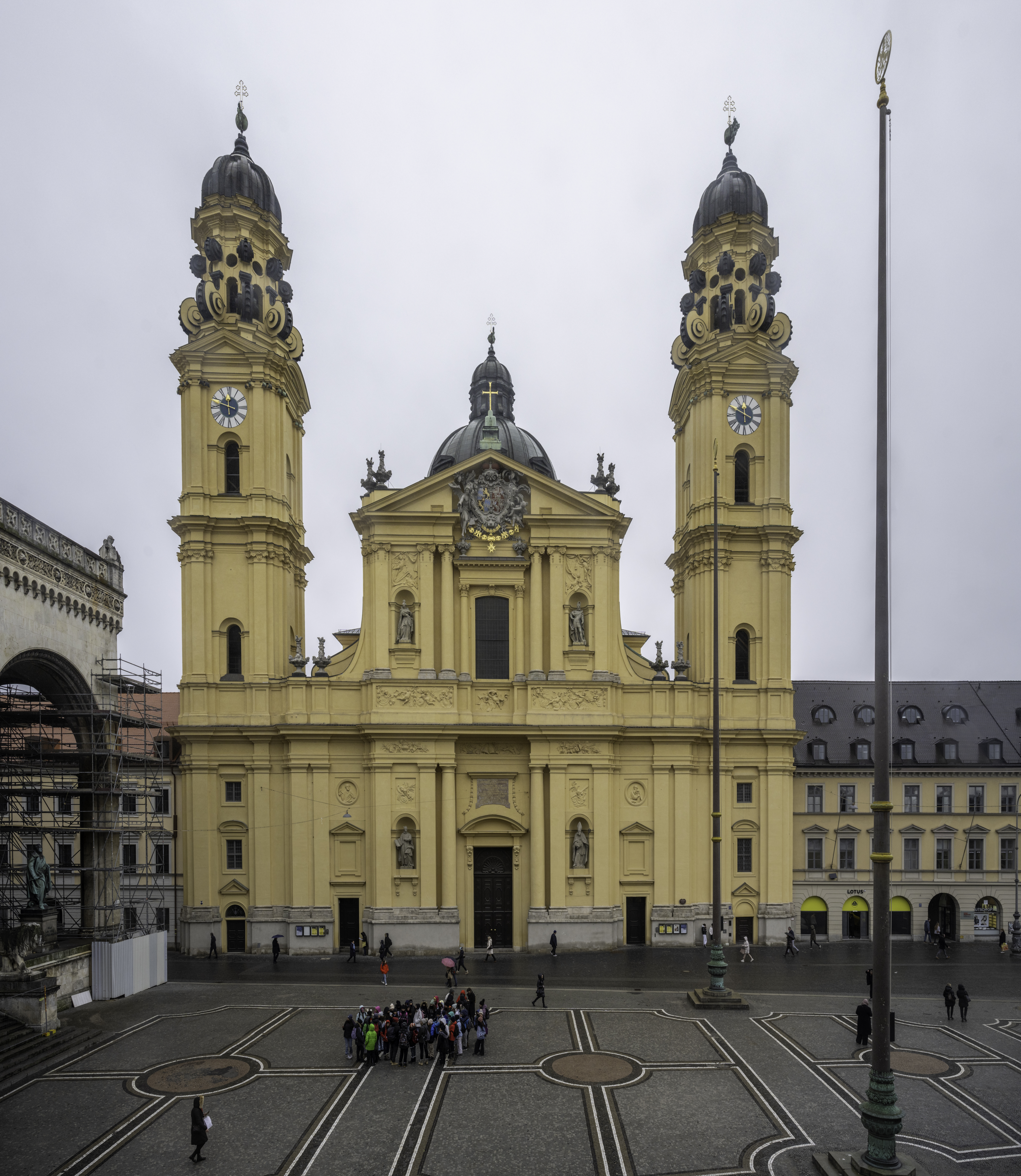
Theatinerkirche in München

Agostino Barelli (* 26. Oktober 1627 in Bologna; † 29. Januar 1697 ebenda) war ein italienischer Architekt und Baumeister. Sein Stil folgte dem italienischen Hochbarock, den er als bayerischer Hofbaumeister über die Alpen brachte.

## Leben
Agostino Barelli lernte das Maurerhandwerk und das Zeichnen bei seinem Vater Giovanni Battista, gemeinsam mit seinem jüngeren Bruder Pellegrino. Sein Vater war ein Comascher Maurermeister aus Rovenna, seit 1929 ein Ortsteil von Cernobbio am Comer See.
1650 beteiligte sich Barelli am Bauprojekt des Palazzo Albergati vor den Toren von Zola Predosa bei Bologna. Drei Jahre später erhielt er den Auftrag für den Neubau der Theatinerkirche San Bartolomeo e Gaetano in Bologna. Sein Bruder sollte später dem Theatinerorden beitreten, für den Agostino Barelli insbesondere tätig war. Den Auftrag für die Theatiner 1653 erhielt er allerdings Jahre bevor sein Bruder dem Orden beitrat. Vermutlich besaß der damals 26-jährige oder seine Familie bereits vorher Beziehungen zum Orden.
Als die Theatinerkirche in Bologna 1664 eingeweiht wurde, befand sich Barelli bereits seit einem Jahr in München. Die aus Turin stammende Henriette Adelheid von Savoyen, Ehefrau des Kurfürsten Ferdinand Maria von Bayern, hatte bei ihrem Vorhaben eine Kirche in München errichten zu lassen, auf einen italienischen Baumeister gepocht. Marx Schinnagl, als der amtierende Hofbaumeister, wurde für Neubauten der Kurfürstin völlig ausgeschaltet, sie fand einheimische Fachkräfte für ihre Bauvorhaben ungenügend ausgebildet. Nachdem der ursprünglich für den Bau vorgesehene Architekt Guarino Guarini nicht zur Verfügung stand, fiel die Wahl auf Vorschlag der Theatiner auf Agostino Barelli. Letzterer reiste 1662 zum ersten Mal nach München, legte die Baupläne vor und erhielt im Oktober 1662 den Auftrag für den Bau der Kirche. Nach seiner Rückkehr nach Bologna kehrte er 1663 in die Isarstadt zurück. In seinem Gefolge befanden sich erfahrene italienische Maurermeister. Bereits wenige Tage nach seiner Ankunft im April 1663 wurde der Grundstein für den Bau der Theatinerkirche St. Kajetan gelegt.
Als Vorbild diente die Mutterkirche des Ordens Sant’Andrea della Valle in Rom, der Münchner Theatinerkirche wurden jedoch zwei monumentale Türme beigegeben. In den Jahren 1663 bis 1674 entstand damit eines der frühesten hochbarocken Gebäude nördlich der Alpen. Sein Bauleiter war Lorenzo Perti.
Barelli entwarf 1664 auch die Pläne für das Schloss Nymphenburg und für einen Neubau an der Münchner Residenz. Hier errichtete er als Architekt mit Antonio Pistorini, von dem die Raumentwürfe stammten, die später sogenannten Päpstlichen Zimmer. Nach Intrigen am Hof warf Barelli das Handtuch, nachdem er wegen Kunstfehlern (so verwechselte er römischen mit bolognesischem Fuß) dem Geistlichen Antonio Spinelli unterstellt wurde. Letzterer hatte zuvor wesentlich zur Diskreditierung Barellis am Hof beigetragen. 1668 reiste er nach Bologna, um erst 1671 nach München zurückzukehren. Nach seiner Ablösung als Hofbaumeister durch Enrico Zuccalli kehrte er München 1674 endgültig den Rücken zu.
Schon wenige Monate nach seiner Rückkehr nach Bologna wurde Barelli zum Baumeister der Theatinerniederlassung Bologna ernannt. 1676 erfolgte seine Ernennung zum Stadtbaumeister (architetto pubblico) durch den Senat von Bologna. Ein wichtiges Werk von 1676 ist die Porta delle Lame, das heute freistehende Stadttor in Bologna. Für den Senator Ghislieri erbaute er 1685 auf dessen Landgut in Sant’Agostino das Oratorium San Carlo.